# Silene turbinata
Silene turbinata là loài thực vật có hoa thuộc họ Cẩm chướng. Loài này được Guss. miêu tả khoa học đầu tiên năm 1827.